# Gare de Nakanobu
La gare de Nakanobu (中延駅, Nakanobu-eki) est une gare ferroviaire située dans l'arrondissement de Shinagawa à Tokyo au Japon. Cette gare est exploitée conjointement par les compagnies Tōkyū et Toei.

## Situation ferroviaire
La gare de Nakanobu est située au point kilométrique (PK) 2,1 de la ligne Tōkyū Ōimachi et au PK de 2,1 la ligne Asakusa.

## Historique
La gare de Nakanobu a été inaugurée le 6 juillet 1927. La ligne de métro Asakusa y arrive le 15 novembre 1968.

## Service des voyageurs

### Accueil
La gare est ouverte tous les jours. Les voies Tōkyū sont surélevées et les voies Toei sont en sous-sol.

### Desserte

#### Tōkyū
| 1 | Ligne Ōimachi | Mizonokuchi |
| 2 | Ligne Ōimachi | Ōimachi     |

#### Métro
| 1 | Ligne Asakusa | Nishi-Magome                                          |
| 2 | Ligne Asakusa | Oshiage (interconnexion avec la Ligne Keisei Oshiage) |